# Anthedon (stolica tytularna)
Anthedon (łac. Diœcesis Anthedonensis) – stolica historycznej diecezji w Cesarstwie Rzymskim (prowincja Palestina), współcześnie w Izraelu. Od XVIII wieku katolickie biskupstwo tytularne, od 1965 nieobsadzone.

## Biskupi tytularni
| Lp. | Biskup                             | Od                   | Do                   |
| --- | ---------------------------------- | -------------------- | -------------------- |
| 1   | Angelin Geiselmayer OCD            | 12 sierpnia 1785     | 12 lipca 1786        |
| 2   | Iosephus Maria Tobia OFMConv.      | 10 czerwca 1796      | wrzesień 1799        |
| 3   | Antonio Luigi Landi OFMObs.        | 10 lutego 1802       | 26 października 1814 |
| 4   | Bernhard Galura                    | 17 grudnia 1819      | 28 września 1829     |
| 5   | Karl Anton Joseph Lüpke            | 5 lipca 1830         | 8 kwietnia 1855      |
| 6   | Louis-François Richer dit Laflèche | 23 listopada 1866    | 30 kwietnia 1870     |
| 7   | Jerzy Iwaszkiewicz                 | 6 maja 1872          | 9 stycznia 1876      |
| 8   | Charles-Louis Gay                  | 23 października 1877 | 19 stycznia 1892     |
| 9   | Guillermo Juan Carter Gallo        | 15 czerwca 1893      | 30 sierpnia 1906     |
| 10  | Ramón Barberá y Boada              | 19 grudnia 1907      | 28 maja 1914         |
| 11  | Emilio Jiménez Pérez               | 4 stycznia 1918      | 21 października 1926 |
| 12  | Bernardino Vitale Bigi OFM         | 27 stycznia 1927     | 19 kwietnia 1930     |
| 13  | Alejandro García y Fontcuberta OP  | 3 lipca 1930         | 14 lutego 1933       |
| 14  | Edgar Anton Häring OFM             | 25 kwietnia 1933     | 11 kwietnia 1946     |
| 15  | Marcel Lefebvre CSSp               | 12 czerwca 1947      | 22 września 1948     |
| 16  | John Baptist Choi Deok-hong        | 9 grudnia 1948       | 14 grudnia 1954      |
| 17  | Félix Roeder                       | 21 lutego 1955       | 24 lutego 1965       |